# Alchemilla ischnocarpa
Alchemilla ischnocarpa é uma espécie de rosácea do gênero Alchemilla, pertencente à família Rosaceae.